# Melitracen
Melitracen (tên thương hiệu Adaptol, Dixeran, Melixeran, Thymeol, Trausabun) là thuốc chống trầm cảm ba vòng (TCA) được bán ở châu Âu và Nhật Bản bởi Lundbeck và Takeda, để điều trị trầm cảm và lo âu. Ngoài các chế phẩm thuốc đơn lẻ, nó cũng có sẵn dưới dạng Deanxit, một sản phẩm kết hợp có chứa cả melitracen và flupentixol.
Dược lý của melitracen chưa được nghiên cứu đúng mức và phần lớn chưa được biết, nhưng nó có khả năng hoạt động theo cách tương tự như các TCA khác. Thật vậy, melitracen được báo cáo là có tác dụng và hiệu quả giống như imipramine và amitriptyline chống trầm cảm và lo âu, mặc dù với khả năng dung nạp được cải thiện và khởi phát tác dụng nhanh hơn.